# 132 км (пост, Україна)
Пост 132 км — колійний пост Конотопської дирекції залізничних перевезень Південно-Західної залізниці. Код поста в ЄМР 327133. Код Експрес 2200463.
Розташований на лінії Бахмач-Гомельський — Хоробичі між станціями Городня (12 км) та Хоробичі (4 км). Відстань до Хоробичів — 4 км, до Бахмача-Гомельського — 131,5 км.
Вантажні та пасажирські операції не здійснюються.